# Стройный мангуст
Стройный мангуст (лат. Herpestes sanguineus) — вид хищных млекопитающих из семейства мангустовых, обитающий в Африке.

## Описание
Этот мангуст достигает в длину от 27,5 до 40 см, длина хвоста составляет от 23 до 33 см. Самцы имеют массу примерно от 640 до 715 г, самки весят всего от 460 до 575 г.
Окраска шерсти сильно варьирует в зависимости от подвида от тёмного красно-коричневого до оранжево-красного, серого и желтоватого цвета. Стройный мангуст отличается от других мангустов чёрным или красным кончиком хвоста.

## Распространение
Стройный мангуст широко распространён в Африке южнее Сахары. Он отсутствует только в южной половине Южной Африки и в густых лесах Экваториальной Африки. Он избегает настоящие пустыни, предпочитая саванны и другие полусухие регионы.

## Образ жизни

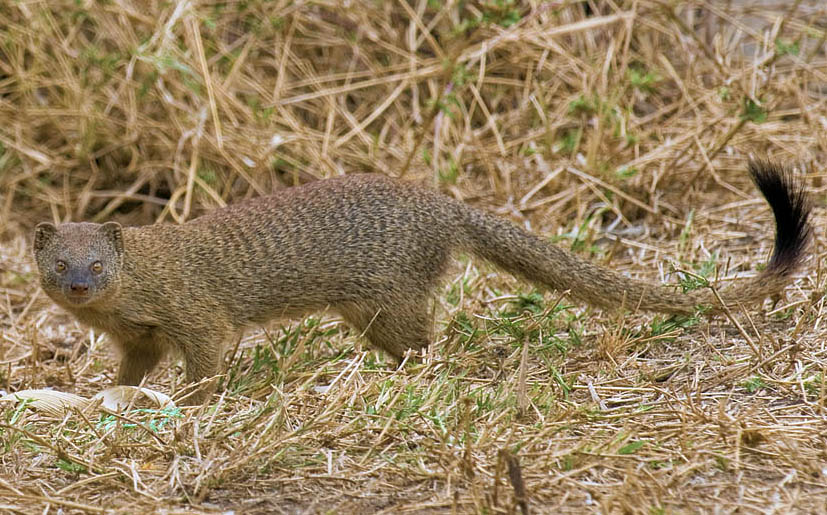
Стройный мангуст в Национальном парке Серенгети

Мангусты живут либо поодиночке, либо в парах. Активны преимущественно днём, однако, могут выйти на поиски корма и в тёплые ночи, освещённые лунным светом. У вида, вероятно, нет чётких границ участков, тем не менее, он постоянно держится на одной территории, которую часто делит с другими мангустами или виверровыми. Часто разные виды используют одно убежище, так как родственные виды в отличие от стройного мангуста активны чаще ночью. Убежища устраивают в расщелинах скал, в дуплах деревьев или между корнями, а также в брошенных норах других животных.

## Питание
Стройный мангуст питается мелкими беспозвоночными и позвоночными животными: ящерицами, земноводными, змеями, грызунами и птицами. В незначительном количестве поедают плоды, а также яйца и падаль. Как и многие другие мангусты, стройный мангуст может убивать ядовитых змей, которые составляют, тем не менее, совсем незначительную часть его рациона питания. Стройный мангуст больше чем его родственники лазает по деревьям и кустам, охотясь на птиц.

## Размножение
Территория самца перекрывается обычно с участками нескольких самок и по выделениям секрета самец узнаёт о готовности самок к спариванию. Беременность длится, вероятно, от 60 до 70 дней. Самка рождает от одного до трёх детёнышей (чаще близнецов). Самец не участвует в воспитании потомства. Приблизительно через год детёныши становятся половозрелыми. Продолжительность жизни может составлять 10 лет.

## Значение
Животных добывают ради мяса, а также используют в традиционной медицине.